# Fiktion

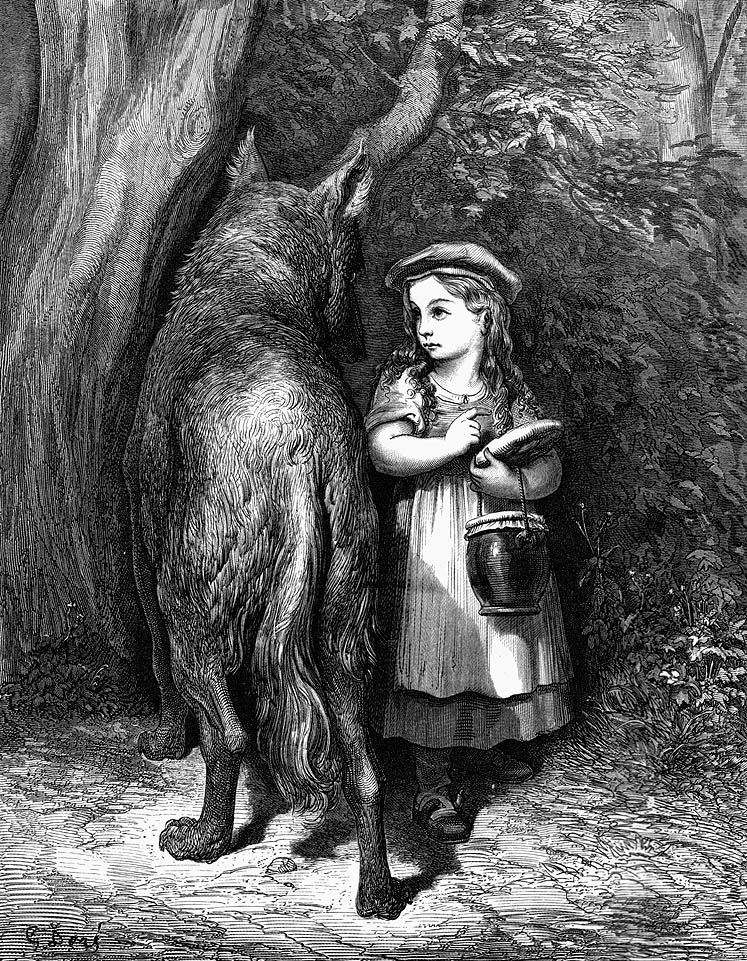
Rödluvan är en folksaga, en fiktiv berättelse, som gestaltats i många former.

Fiktion (av latin fingere, skapa, göra), innebär något påhittat eller uppdiktat, fantasi, till skillnad från det verkliga. Termen används dels som en berättelseterm (inom till exempel litteraturvetenskapen) och dels inom vetenskapsteorin. Derek Attridge konstaterar att "fiktion, kan man säga, alltid involverar ett visst undflyende av ansvar."

## Fiktiva personer
Skönlitteratur kan beröra verkliga personer, medan en uppdiktad person kallas för "fiktiv person". Några fiktiva personer kan uppfattas som att de är faktiska och reella när detaljerna i beskrivningarna blir tillräckligt omfattande för att ställa läsaren i tvivel. Sådana personer kan vara Sherlock Holmes, skönlitterär figur i Arthur Conan Doyles böcker, och Morgan Kane, skönlitterär figur i Louis Mastersons böcker.
Ett gränsfall är äventyren till Baron von Münchhausen som har sin upprinnelse i en faktisk person, men där hans äventyr inte är speciellt verkliga. Här får man då skilja på den faktiska aristokraten från 1700-talets Tyskland och den fiktiva äventyraren med samma namn.
Andra gränsfall är när man inte vet om personen är faktisk eller fiktiv, som till exempel Homeros, som antingen är en faktisk författare eller en fiktiv person tillägnad de berättelser som bär hans namn.

## Berättelseterm
Klassiska exempel på fiktion är skönlitterära berättelser i form av epik och drama. Under 1900-talet utvecklades dock flera nya former av medium som kom att utgöra viktiga plattformar för fiktion;  huvudsakligen film, tecknade serier och datorspel. Ingen av dessa medier är dock uteslutande fiktion – bland undantagen märks dokumentärfilm och självbiografiska serier.

### Utvidgad betydelse
Fiktion, i det här avseendet oftast i bestämd form fiktionen, kan också avse själva den miljö, det persongalleri och de förutsättningar som utgör ramarna för en viss berättelse. Används ofta inom levande rollspel, så kallade lajv. Författare som skriver så kallad fan-fiction utnyttjar ofta ursprungsförfattarens fiktion som utgångspunkt för den egenproducerade handlingen. 

### Engelskans "fiction"
Det engelska begreppet "fiction" används dels i samma bredare betydelse som svenskans fiktion, men är också en strikt litteraturvetenskaplig term, fiktionsprosa, och innebär som sådan motsatsen till non-fiction, facklitteratur och sakprosa – med andra ord nästan synonymt med det svenska begreppet skönlitteratur (som dock även omfattar t.ex. essäistik). En annan litteraturvetenskaplig term kan vara (science fiction) som i filmsammanhang.

## Vetenskapsteoretisk term
Inom vetenskapsteorin är fiktioner påståenden eller antaganden, som av metodiska skäl används som om de vore sanningar fastän de, i motsats till hypoteser, inte behöver kunna verifieras.